# Isadora
Pour plus de détails, voir Fiche technique et Distribution.
Isadora est un film franco-britannique réalisé par Karel Reisz, sorti en 1968.

## Synopsis
La vie de la danseuse Isadora Duncan.

## Fiche technique
- Titre original : Isadora
- Titre américain : The Loves of Isadora
- Réalisation : Karel Reisz
- Scénario : Melvyn Bragg et Clive Exton, d'après "My Life" d'Isadora Duncan et "Isadora Duncan : An Intimate Portrait" de Stewell Stokes
- Direction artistique : Michael Seymour, Miso Senecic, Ralph W. Brinton
- Décors : Jocelyn Herbert
- Costumes : Jocelyn Herbert, John Briggs, Jackie Breed
- Photographie : Larry Pizer
- Son : Maurice Askew
- Montage : Tom Priestley
- Musique : Maurice Jarre, Anthony Bowles
- Chorégraphie : Litz Pisk
- Production : Raymond Hakim, Robert Hakim
- Société de production : Universal Pictures
- Société de distribution : Universal Pictures
- Pays d'origine :  Royaume-Uni,  France[1]
- Langue originale : anglais
- Format : couleur (Eastmancolor) — 35 mm — 1,66:1 — son Mono
- Genre : Film biographique
- Durée : 168 minutes (à sa sortie en salles) ; 153 minutes ("director's cut")
- Dates de sortie :
  -  États-Unis : 18 décembre 1968 (première à Los Angeles)
  -  Royaume-Uni : 4 mars 1969
  -  France : 20 juin 1969
- Affiche : Michel Landi

## Distribution
- Vanessa Redgrave : Isadora Duncan
- John Fraser : Roger
- James Fox : Gordon Craig
- Jason Robards : Paris Singer
- Zvonimir Črnko (en) : Sergei Essenin
- Vladimir Leskovar : Bugatti
- Cynthia Harris : Mary Desti
- Bessie Love : Mme Duncan
- Tony Vogel : Raymond Duncan
- Libby Glenn : Elizabeth Duncan
- Ronnie Gilbert : Miss Chase
- Wallas Eaton : Archer
- Nicholas Pennell : Bedford
- John Quentin : Pim
- Christian Duvaleix : Armand
- Alan Gifford : Responsable de tournée

## Distinctions
- Prix d'interprétation féminine au Festival de Cannes pour Vanessa Redgrave